# Parafia Matki Bożej Nieustającej Pomocy w Mszanie Górnej
Parafia Matki Bożej Nieustającej Pomocy w Mszanie Górnej – parafia rzymskokatolicka należąca do dekanatu Mszana Dolna archidiecezji krakowskiej.
Jako ośrodek duszpasterski została erygowana w 1958. Od 2011 – pełnoprawna parafia, prowadzona przez zakon Zmartwychwstańców.
Odpust parafialny obchodzony jest w niedzielę najbliższą 27 czerwca – święto Matki Bożej Nieustającej Pomocy.